# 민주적 변화를 위한 우산당
민주적 변화를 위한 우산당(Umbrella for Democratic Change, UDC)은 보츠와나의 중도 좌파 내지 좌익 정당의 연합으로, 대표는 창당자인 두마 보코이다.

## 정치적 입장
우산당은 복지국가, 부의 재분배, 재생에너지, 특히 선거와 사법 분야의 민주적 개혁을 옹호하며 진보 진영 플랫폼에서 캠페인을 벌였다. 또 보츠와나 민주당 정부의 대안을 대표한다는 주된 목적으로 정치 연합으로 만들어진 이래, 이념적으로 다원주의적 형태를 유지해 왔다. 하지만 과거부터 현재까지, 속해있는 정당들 대부분은 정치적 스펙트럼의 좌익이나 중도좌파에 위치하고 있으며, 일반적으로 사회민주주의 연합체로 간주된다. 두마 보코 대표를 포함한 우산당 회원들은 자본주의와 사회주의에 모두 반대 의사를 표명했으며 대신 제3의 길을 옹호하였다.

## 같이 보기
- 두마 보코
- 보츠와나의 정치